# Real Vicenza
O Real Vicenza é um clube de futebol italiano com sede na cidade de Vicenza.
Fundado em 2010, conseguiu vários acessos consecutivos até chegar na Lega Pro em 2014-15.
A equipe manda seus jogos no Estádio Romeo Menti o qual divide com a outra equipe local o Vicenza Calcio.